# Segona divisió B espanyola de futbol 2006-2007
Dades de la Temporada 2006-2007 de la Segona divisió B espanyola de futbol:

## Classificació dels clubs dels Països Catalans

### Grup 3
|         |                         | PJ | Pts | PG | PE | PP | GF | GC |
| ------- | ----------------------- | -- | --- | -- | -- | -- | -- | -- |
|         | 1 Alacant CF            | 38 | 65  | 20 | 5  | 13 | 51 | 36 |
|         | 2 SD Huesca             | 38 | 62  | 18 | 8  | 12 | 44 | 33 |
|         | 3 CE Alcoià             | 38 | 62  | 18 | 8  | 12 | 45 | 34 |
|         | 4 CE L'Hospitalet       | 38 | 61  | 16 | 13 | 9  | 43 | 36 |
|         | 5 CF Badalona           | 38 | 60  | 16 | 12 | 10 | 47 | 28 |
|         | 6 Terrassa FC           | 38 | 59  | 16 | 11 | 11 | 46 | 34 |
|         | 7 Oriola CF             | 38 | 56  | 14 | 14 | 10 | 46 | 33 |
|         | 8 Vila Joiosa CF        | 38 | 54  | 14 | 12 | 12 | 39 | 40 |
|         | 9 Benidorm CE           | 38 | 52  | 14 | 10 | 14 | 51 | 53 |
|         | 10 Llevant UE B         | 38 | 52  | 13 | 13 | 12 | 33 | 35 |
|         | 11 UEA Gramenet         | 38 | 52  | 14 | 10 | 14 | 39 | 41 |
|         | 12 UE Figueres          | 38 | 49  | 13 | 10 | 15 | 37 | 43 |
|         | 13 RCD Espanyol B       | 38 | 49  | 13 | 10 | 15 | 45 | 47 |
|         | 14 UE Lleida            | 38 | 49  | 12 | 13 | 13 | 44 | 38 |
|         | 15 CA Osasuna B         | 38 | 45  | 12 | 9  | 17 | 34 | 43 |
| Descens | 16 València CF Mestalla | 38 | 45  | 11 | 12 | 15 | 32 | 46 |
| Descens | 17 UE Sant Andreu       | 38 | 45  | 12 | 9  | 17 | 35 | 43 |
| Descens | 18 CE Eldenc            | 38 | 42  | 9  | 15 | 14 | 32 | 44 |
| Descens | 19 FC Barcelona B       | 38 | 37  | 7  | 16 | 15 | 33 | 47 |
| Descens | 20 UD Barbastre         | 38 | 33  | 7  | 12 | 19 | 31 | 53 |

Màxims golejadors
- 22 	 MOLINA (Benidorm)
- 20 	 FELIPE (L'Hospitalet)
- 17 	 FÉLIX PRIETO (Alcoià)
- 17 	 GORKA PINTADO (Gramenet)
- 14 	 TEVENET (Lleida)

Porters menys golejats
- 0,74 	28/38 	 RUBÉN (Badalona)
- 0,83 	25/30 	 GONZALO (Lleida)
- 0,86 	32/37 	 EDUARDO (L'Hospitalet)
- 0,86 	32/37 	 RUBÉN FALCÓN (Huesca)
- 0,89 	34/38 	 MAESTRO (Alcoià)

## Classificació de la resta de grups
| Pos. | Club                 | Punts |
| ---- | -------------------- | ----- |
| 1    | Pontevedra           | 73    |
| 2    | Rayo Vallecano       | 67    |
| 3    | Racing Ferrol        | 66    |
| 4    | Universidad LPGC     | 65    |
| 5    | Talavera CF          | 64    |
| 6    | San Sebastián Reyes  | 63    |
| 7    | Puertollano          | 62    |
| 8    | Leganés              | 53    |
| 9    | Lugo                 | 52    |
| 10   | Fuenlabrada          | 51    |
| 11   | Alcorcón             | 48    |
| 12   | Lanzarote            | 47    |
| 13   | Celta B              | 44    |
| 14   | Atlético de Madrid B | 44    |
| 15   | Ourense              | 44    |
| 16   | Pájara Playas Jandía | 43    |
| 17   | Gimnástica           | 42    |
| 18   | Cobeña               | 39    |
| 19   | Orientación Marítima | 34    |
| 20   | Racing Santander B   | 32    |

| Pos. | Club               | Punts |
| ---- | ------------------ | ----- |
| 1    | Eibar              | 71    |
| 2    | Burgos             | 69    |
| 3    | Palencia           | 65    |
| 4    | Real Unión         | 65    |
| 5    | Sestao River       | 65    |
| 6    | Barakaldo          | 63    |
| 7    | Real Sociedad B    | 61    |
| 8    | Lemona             | 60    |
| 9    | Zamora             | 52    |
| 10   | Logroñes CF        | 51    |
| 11   | Cultural Leonesa   | 51    |
| 12   | Guijuelo           | 50    |
| 13   | Marino             | 49    |
| 14   | CD Logroñes        | 46    |
| 15   | Bilbao Athletic    | 45    |
| 16   | Real Valladolid B  | 43    |
| 17   | Alfaro             | 41    |
| 18   | Universidad Oviedo | 36    |
| 19   | Real Oviedo        | 32    |
| 20   | Amurrio            | 19    |

| Pos. | Club                 | Punts |
| ---- | -------------------- | ----- |
| 1    | Sevilla Atlético     | 76    |
| 2    | Linares              | 73    |
| 3    | Racing Portuense     | 71    |
| 4    | Córdoba              | 69    |
| 5    | Cartagena            | 67    |
| 6    | Real Jaén            | 62    |
| 7    | Marbella             | 56    |
| 8    | Águilas              | 54    |
| 9    | Écija                | 52    |
| 10   | Ceuta                | 52    |
| 11   | Melilla              | 52    |
| 12   | Baza                 | 52    |
| 13   | Granada              | 51    |
| 14   | CD Alcalá            | 49    |
| 15   | Mérida               | 48    |
| 16   | Extremadura          | 45    |
| 17   | Cerro Reyes Atlético | 41    |
| 18   | CD Villanueva        | 35    |
| 19   | Villanovense         | 22    |
| 20   | Málaga B             | 14    |

## Resultats finals
- Campions: Pontevedra, Éibar, Alacant i Sevilla At.
- Ascensos a Segona divisió espanyola de futbol: Sevilla At., Racing de Ferrol, Córdoba i Éibar
- Descensos a Tercera divisió: Gim. Torrelavega, Cobeña, Orientación Marítima, Racing B, Alfaro, Univ. Oviedo, Reial Oviedo, Amurrio, Sant Andreu, Eldenc, FC Barcelona B, Barbastro, Agrupación Deportiva Cerro de Reyes, Villanueva, Villanovense, Málaga B, CF Extremadura i València Mestalla

## Llegenda
PJ-partits jugats, PG-guanyats, PE-empatats, PP-perduts, GF-gols a favor, GC-gols en contra, Pts-punts
| Promoció d'ascens | Promoció de descens | Descens directe |

 Ascens de categoria
 Descens de categoria